# Yeshua: O Nome Hebraico de Jesus
Yeshua: O Nome Hebraico de Jesus é o décimo primeiro álbum de estúdio do cantor e compositor Sérgio Lopes, lançado pela  gravadora Top Gospel em 2001 e relançado pela Line Records em uma edição especial em 2011.
O CD obteve ótima recepção por parte do público e da crítica.

## Conceito
Em entrevista cedida ao portal Lagoinha.com em 2001, Sérgio Lopes explica sobre a proposta do CD:
| “ | Percebi que há um certo receio das pessoas em pronunciar o nome Yeshua (Jesus, em hebraico – o nome que Ele realmente usou quando esteve entre nós) por causa da parcial semelhança sonora com o nome "Exu", dado às entidades que servem aos Orixás da Umbanda. Os pastores que por meio de seus estudos descobriam esse nome, Yeshua, falavam em suas pregações de uma maneira cautelosa, e os compositores que por acaso usavam esse nome em suas letras, o faziam de forma muito discreta. Então comecei a me perguntar se era certo que o cristão ficasse com medo de pronunciar o nome original de Cristo, quando o muçulmano e o budista fazem questão de honrar o nome original de seus profetas espirituais. Os muçulmanos conhecem tudo sobre o Maomé (Mohamed) deles, e se orgulham disso. Os budistas falam abertamente do Sidarta Gautama, o Buda, etc… Então, por que ignorar o nome original de Cristo? Só porque se parece com o nome Exu? Será que não era justamente o silêncio dos cristãos que as entidades da umbanda esperavam quando resolveram criar o nome Exu para seus mensageiros? Então orei, esperei que o Espírito me desse um sinal, e depois resolvi não apenas gravar músicas que contivessem o nome original de Cristo, para desfazer toda dúvida, mas ir mais além e expor com todo o destaque o nome na própria capa do CD. A direção da gravadora inicialmente preocupou-se, pois achava que o CD iria encalhar nas lojas. Mas o resultado foi surpreendente e o CD não pára de ser procurado. As pessoas compreenderam que não há nenhuma intenção minha em substituir o nome Jesus, mas apenas trazer da escuridão da história o verdadeiro nome terreno do Messias. Era atendendo por "Yeshua" que Ele realizou grandes milagres durante Seu tempo entre nós, e não posso ficar com medo de pronunciar esse Nome precioso. Foi clamando por esse nome que o cego Bartimeu foi curado, e muitos outros também. É este Nome que está sobre todo nome, e não posso me envergonhar dEle. | ” |

## Faixas
Todas as músicas por Sérgio Lopes
| N.º | Título                   | Duração |  |
| 1.  | "Yeshua Ha'Machiach"     | 3:26    |  |
| 2.  | "Quando Eu Te Falar"     | 3:54    |  |
| 3.  | "Sempre cuidando de Mim" | 3:03    |  |
| 4.  | "Toma o Brasil"          | 4:08    |  |
| 5.  | "A Força do Perdão"      | 3:40    |  |
| 6.  | "O Deus que Eu Conheço"  | 3:05    |  |
| 7.  | "Yeshua"                 | 4:21    |  |
| 8.  | "O Poder de Um Nome"     | 3:26    |  |
| 9.  | "O Meu Rei"              | 3:28    |  |

## Créditos
- Coordenação executiva: Top Gospel
- Coordenação Artística: Sérgio Lopes
- Produção musical: Sérgio Lopes, Paulo Davi e Tadeu Chuff
- Técnico de gravação: Ulisses Lopes e Marcos Valério
- Técnico de mixagem: Ulisses Lopes
- Supervisão técnica e masterização: Ernani Maldonado
- Violões e Guitarras: Eli Miranda (Samuel Ribeiro na faixa "Toma o Brasil")
- Teclado: Tadeu Chuff
- Baixo: Davi de Moura
- Bateria: Wagner Carvalho
- Percussão: Zé Leal
- Sax: Marcos Bonfim
- Trompete: Márcio André
- Trombone: Robson Carvalho
- Violino solo na faixa "Yeshua": Rubinho Oliveira
- Violinos: Paulo Torres, Alexandre Brasolim, Maria Cláudia, Silvanira Bermudes e Paulo Florêncio.
- Viola: Aldo Rabelo
- Cello: Romildo
- Back vocal: Joelma Bonfim, Josy Bonfim, Jairo Bonfim, Leonardo, Thiago e Felipe

- Cordas na faixa "Quando Eu Te Falar"
- Arranjos e regência: Paulo Davi
- Violinos: Rubinho Oliveira, Sônia Nogueira, Clotário Oliveira, Priscila Farias, Carlos André Mendes, Daniel Carneiro, Sônia Katz e Samantha Salém.
- Violas: Antônio Fidelis e Marcos Katz
- Cello: Mara Portela
- Baixo: Mimi Bruzaka